# Stone Age (trò chơi)
Stone Age là trò chơi chiến thuật trên bàn được Michael Tummelhofer thiết kế và được Hans im Glück xuất bản trong năm 2008.
Stone Age là một trò chơi phát triển với chủ đề thời đại đồ đá, người chơi sẽ quản lý một bộ tộc để thu thập tài nguyên, xây dựng một ngôi làng có lực lượng mạnh mẽ nhất.
Các nhân vật trong thời kỳ đồ đá cũng giống như tổ tiên chúng ta đã từng sống. Họ chặt gỗ, khai thác đá và đãi vàng từ sông suối. Thông qua thương mại tự do, những người tiền sử mở rộng ngôi làng của họ và do đó đạt đến các nền văn minh cao hơn. Với một sự pha trộn giữa may mắn và lập kế hoạch, các người chơi sẽ tranh giành thực phẩm và các tài nguyên trong thời kỳ đồ đá này để xây dựng bộ tộc mình.
Phiên bản iOS của trò chơi này đã có mặt trên Apple Store từ tháng 12 năm 2012, với phiên bản universal trên cả iPhone và iPad.